# バランスドール
「バランスドール」は、Pragueの楽曲である。2011年8月10日に4枚目のシングルとして発売された。

## 解説
2ndアルバム『明け方のメタファー』からの先行シングルであり、前作「Distort」から1年3か月ぶりにリリースされた。テレビ東京系テレビアニメ『銀魂』の2度目のタイアップ（「Light Infection」以来）となっている。
初回生産限定盤には、ミュージッククリップとライブ映像を収録したDVDと描き下ろしアナザージャケットA、通常盤（初回仕様限定盤）には、描き下ろしアナザージャケットBが付く。
2011年8月22日付のオリコン週間シングルランキングで55位を獲得した。

## 収録曲

### CD
全曲 作詞：鈴木雄太 / 作曲：Prague
1. バランスドール [4:22]
  - テレビ東京系テレビアニメ『銀魂』第18期エンディングテーマ

楽曲自体はタイアップが決定する前から存在していた。タイトルは「目に見えないところにさまざまなバランスがある」ということを表現しており[3]、「誰かに操られて踊らされているような感覚に陥ったとしても、進んで行かなくてはならない」というコンセプトを持たせている[4]。
2ndアルバム『明け方のメタファー』には、イントロが短くなったアルバムバージョンで収録され、シングル・バージョンは2013年に発売されたオムニバス盤『銀魂BEST3』で初収録となった。
2. サイ [3:40]
3. Light Infection (Live@Prague-Stream Vol.4 2011.04.10) [3:59]
2011年4月10日に配信されたUstream Live「Prague-Stream」からのライブ音源[4]。
4. バランスドール (Instrumental) [4:22]

### DVD（初回生産限定盤）
1. バランスドール（Music Clip）
2. Distort (Live@Prague-Stream Vol.4 2011.04.10)

## 収録アルバム
- オリジナル『明け方のメタファー』（＃1、イントロが短いアルバムバージョン）
- オムニバス『銀魂BEST3』（＃1）
- オムニバス『アニソンLOVE! 蒼組』（＃1）